# Guido Gianfardoni
Guido Gianfardoni (La Spezia, 25 febbraio 1901 – Novara, 26 aprile 1941) è stato un calciatore e allenatore di calcio italiano.

## Carriera
Terzino dal gioco essenziale, forte colpitore di testa, inizia a giocare nella Virtus La Spezia prima di passare al Novara. Dalla stagione 1923-1924 è alla Juventus, dove gioca per tre stagioni, vincendo uno scudetto (5 presenze nella stagione 1925-1926) e totalizzando complessivamente 44 presenze con 4 goal. Dal 1926 è all'Inter, dove vince da protagonista lo scudetto 1930.
L'anno dopo subisce un grave infortunio, che ne pregiudica la carriera. Gioca la sua ultima partita in nerazzurro il 25 giugno 1933 (Inter-Napoli 3-5), dopo un breve parentesi a Lecce, l'anno precedente. Nell'Inter gioca complessivamente 128 gare con 1 gol segnato. Dopo una stagione alla Cremonese, gioca con lo Spezia, che l'anno seguente passa ad allenare: sotto la sua guida, i bianchi conquistano una promozione nel campionato cadetto dopo un serrato testa a testa con la Sanremese. Nel 1939-1940 è alla guida della Borzacchini Terni in Serie C. Sembra avviato a una grande carriera da allenatore, ma nel 1941, a soli 40 anni, muore di malattia.
In suo ricordo esiste ancora una squadra, la Gianfardoni-Real Serenissima Terni, che milita nei campionati minori umbri.

## Palmarès

### Calciatore
- Campionato italiano: 2

Juventus: 1925-1926
Inter: 1929-1930

### Allenatore
- Campionato italiano Serie C: 1

Spezia: 1935-1936
- Serie C: 1

Borzacchini Terni: 1940-1941